# Roger Schardner
Roger Schardner, appelé également Roger-Schardner, est un artiste peintre, dessinateur et lithographe français né le 2 mai 1898 dans le 17e arrondissement de Paris, mort le 22 novembre 1981 dans le 13e arrondissement de Paris.

## Biographie

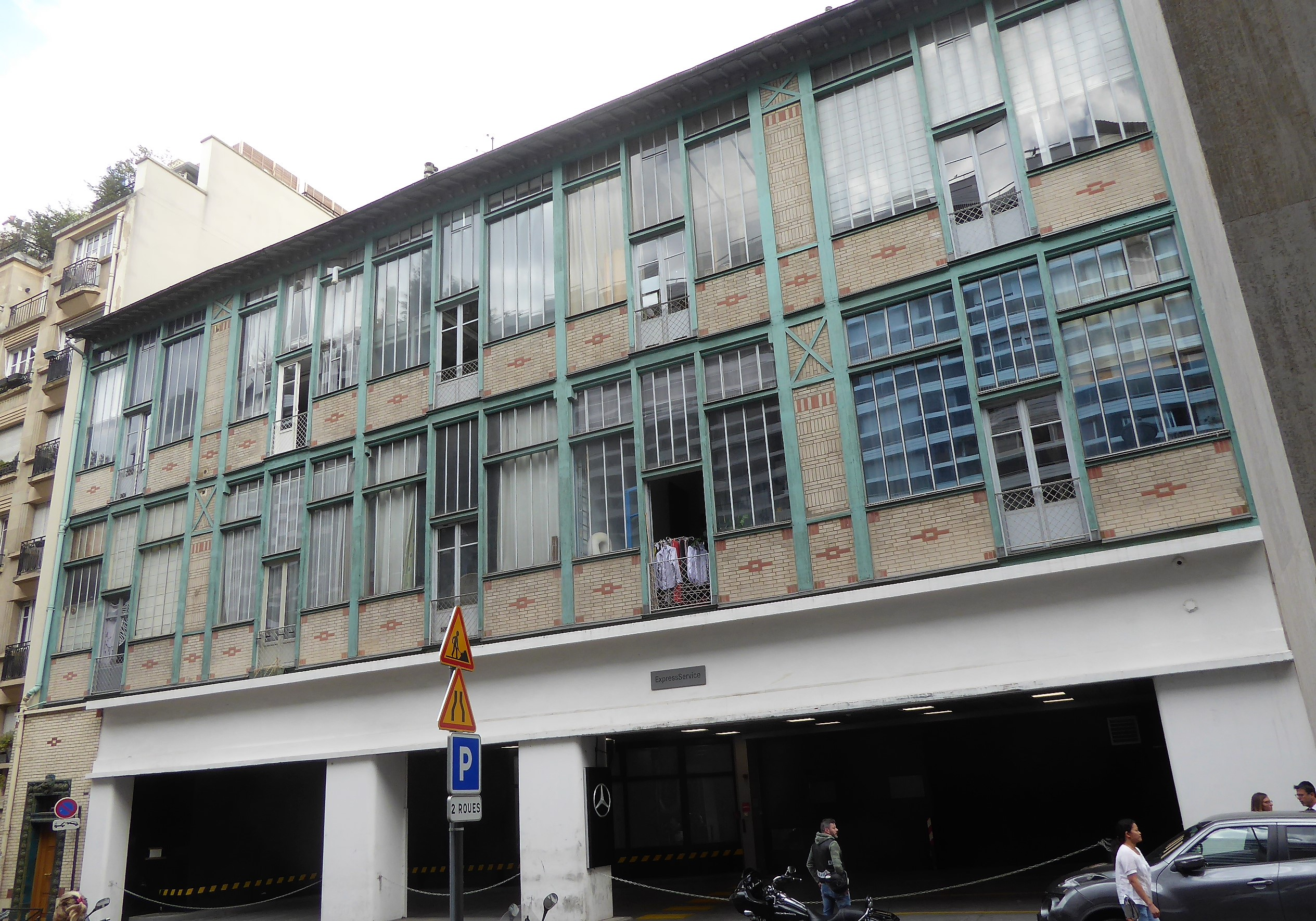
Paris, le 11 rue des Sablons

Roger Schardner naît du mariage d'Achille Schardner (1869-1917) et Louise Schartner (1874-1917). Il effectue ses études à Paris, puis à l'École régionale des beaux-arts d'Angers et est incorporé en avril 1917 dans le 62e régiment d'artillerie pour être ensuite transféré dans différentes unités jusqu'au 33e régiment d'artillerie dont il est libéré en mai 1920. Il épouse en 1923 à Paris Ernestine - dite « Line » - Lameth (1896-1992), dont les racines familiales l'attacheront à la ville d'Étampes et ses environs, et expose dans les salons parisiens (Salon d'automne, Salon des humoristes), devenant plus particulièrement sociétaire du Salon des indépendants et du Salon des artistes français.
Les catalogues du Salon des indépendants le situent résidant successivement au 42 bis, rue Sedaine dans le 1er arrondissement de Paris et au 11, rue des Sablons dans le 16e arrondissement de Paris. Des carnets de croquis de voyages apparus en vente publique établissent ses villégiatures : Strasbourg, le mont Sainte-Odile, le Haut-Koenigsbourg, Kehl (avril 1929), Toulouse, Foix, Tarascon-sur-Ariège, Aynat, Saurat (Ariège), l'Espagne, Paris, Morsang-sur-Orge, Les Andelys (1930-1931), Senlis, Herblay, Bruxelles, Anvers, Bruges, Moret-sur-Loing (1935-1936).

## Œuvres

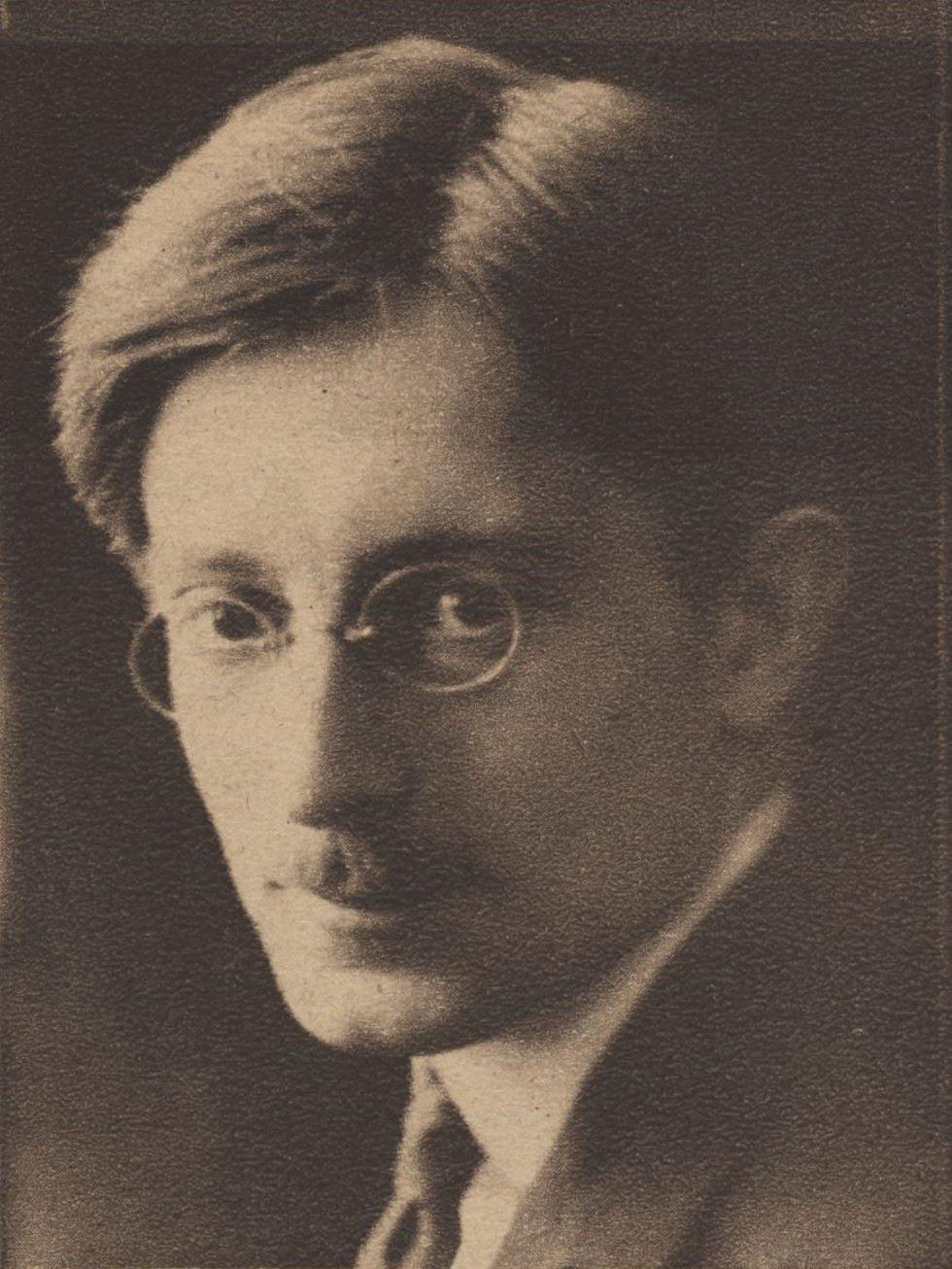
Paul Géraldy

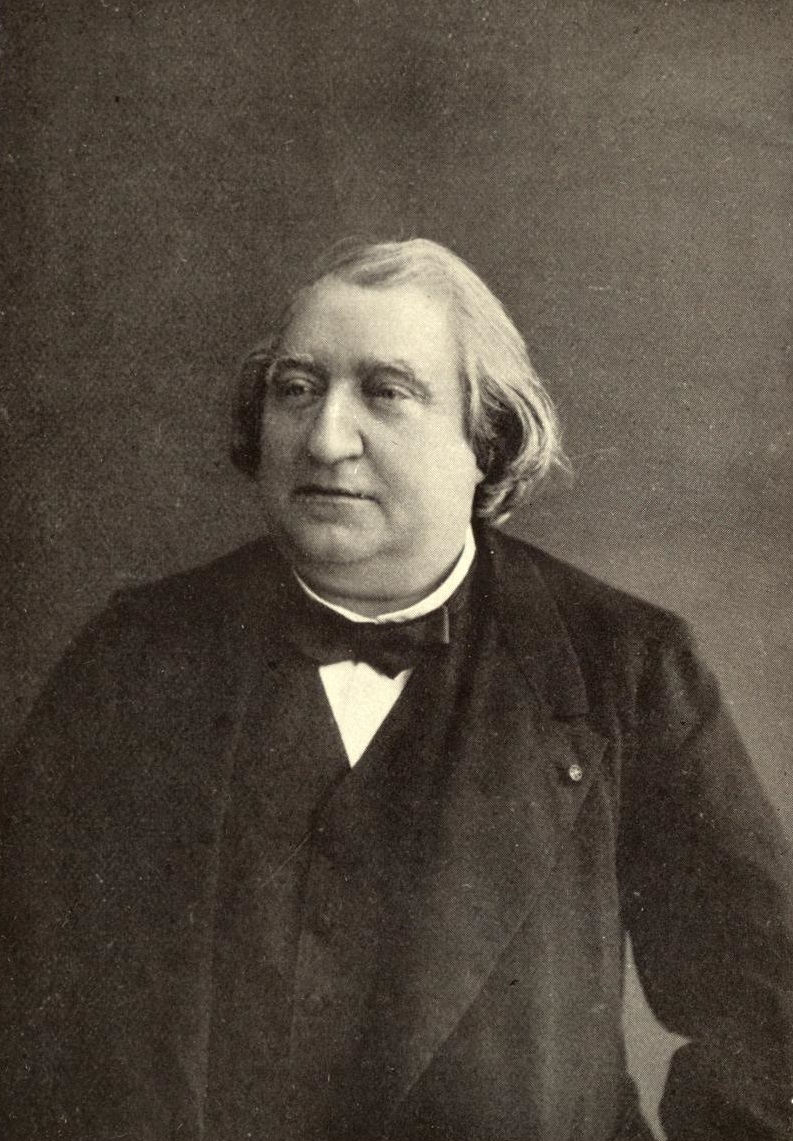
Ernest Renan

### Contributions bibliophiliques
- Jacques Larue (paroles) et Louiguy (musique), Ça sent si bon la France (création de Maurice Chevalier), partition musicale, illustration de Roger Schardner, publications Francis Day, 1942[6].
- Charles Baudelaire, Les Fleurs du mal, 20 lithographies originales de Roger Schardner, 150 exemplaires numérotés, Breger Frères éditeurs, Cachan, 1945.
- Paul Géraldy, Toi et moi, frontispice et 32 vignettes de chapitre de Roger Schardner, 390 exemplaires numérotés, Les Éditions de Champrosay, 1945.
- Romain Roussel, La Tête à l'envers, lithographie originale (portrait de l'auteur) de Roger Schardner dans les 225 exemplaires constituant l'édition originale, Plon, Paris, 1946.
- Alfred de Musset, Œuvres, 12 volumes (poésies : 3 volumes ; proses : 5 volumes ; théâtre : 4 volumes), illustrations d'Umberto Brunelleschi, décors typographiques de Roger Schardner, 1.400 exemplaires numérotés, Presses de D. Viglino, Bourg-la Reine / Au Moulin de Pen Mur, 1946-1949.
- Ernest Renan, Vie de Jésus, lithographies originales de Roger Schardner, 424 exemplaires numérotés, éditions Sepel, Mulhouse et Paris, 1947.
- William Shakespeare, Œuvres (2 volumes : vol.1, Hamlet et Henri V ; vol.2 : Roméo et Juliette et Richard III), décors typographiques de Roger Schardner, 1.000 exemplaires numérotés, Presses de D. Viglino, Bourg-la-Reine / Au Moulin de Pen Mur, 1951.
- Fernande Delample et Mathilde Mir, Contes et légendes du Pays toulousain, illustrations de Roger Schardner, éditions Fernand Nathan, Paris, 1954. Réédition: 1956.
- M. Bonnerot et J. Op de Beeck, Les sources naturelles de la santé, dessins de Roger Schradner, éditions Beresniak, non daté.

### Philatélie
- Tricentenaire de la mort de Blaise Pascal, timbre-poste République française 0,50 francs 0,40x0,26cm, dessiné par Roger Schardner et gravé par Charles Mazelin, émis le 26 mai 1962 en 5.825.000 exemplaires[7].

### Carte postale
- Roger Schardner, portrait-charge du peintre Alexandre Isaïloff.

## Expositions
- Premier Salon de la région d'Étampes, collège d'Étampes, octobre 1924[8].
- Salon des artistes français, Paris, mention honorable en 1929[1].
- L'estampe moderne à la Bibliothèque nationale, Bibliothèque nationale de France, Paris, octobre-décembre 1973[9].
- Salon Art et matière, Roger Schardner invité d'honneur, Maisse, 1980.
- De Bonnard à Georg Baselitz - Dix ans d'enrichissements du cabinet des estampes, 1978-1988, Bibliothèque nationale de France, Paris, 1992[10].

## Réception critique
- À propos des Fleurs du mal : « Roger Schardner a pris l'enfer et s'est fait diable, il a voulu arracher leurs secrets aux démons de la nuit. » - Henri Guillou, président de l'Association des critiques d'art[11]

## Collections publiques
- Musée intercommunal d'Étampes[12],[13] :
  - Le vieux poirier de Moulineux, huile sur toile, 1930.
  - Bords de la Juine, huile sur toile, 1930.
- Mairie d'Hagetmau, Paris, bois de Boulogne, les pins, huile sur toile 68x80cm, avant 1932 (dépôt du Centre national des arts plastiques)[14].
- Musée d'histoire contemporaine, Université Paris-Nanterre, dessins[15] :
  -  Paris sous l'Occupation : l'enlèvement des mâts, 1940.
  - Les doryphores sont là, 1940.
  - Ça sent si bon la France, 1942.
- Université Paris-Sud, Orsay, Le port d'Anvers, huile sur toile 52x68cm, 1935 (dépôt du Centre national des arts plastiques)[16].
- Département des estampes et de la photographie de la Bibliothèque nationale de France, Paris, 36 lithographies[10].
- Fonds d'art contemporain - Paris Collections, Paris :
  - Ophélie, lithographie 66x50cm, vers 1955[17] ;
  - Annick, lithographie 45,8x55cm, 1955[18] ;
  - Pavane à une infante défunte, lithographie 45,5x56,3cm, 1959[19].
- Musée Carnavalet, Paris, Portrait de Léon Frapié, dessin au fusain 38,3x34,6cm, 1949[20].
- Museum national d'histoire naturelle, Paris, Grotte préhistorique du Patouillat à Maisse, dessin 28x42cm, 1950[21].
- Fonds national d'art contemporain, Puteaux, Église de Pamiers, huile sur toile 65x50cm, 1931[22].
- Bibliothèque municipale Pierre-Messmer, Sarrebourg, Vie de Jésus, lithographies de Roger Schardner.
- Musée du Domaine départemental de Sceaux, L'ancienne folie de Frédéric Lemaître à Belleville, huile sur toile[23].
- Musée de Sens, Rouen, un coin du port, huile sur toile 68x80cm, 1931[24].
- Musée d'Art moderne et contemporain, Strasbourg, Coquille d'huître, lithographie originale 56,5x45,4cm, 1969.

## Collections privées
- Princesse Marie-Gabrielle de Savoie[25].

ruban de la médaille interalliée 1914-1918 (« ruban de la victoire »)

## Distinctions
- Médaille interalliée 1914-1918 (« ruban de la victoire ») au titre de « campagne contre l'Allemagne du 16 août 1917 au 24 octobre 1919 ».
- Chevalier des Arts et des Lettres, 1958[1].
- Médaille de vermeil des Arts, Lettres et Sciences, 1966[1].